# The Rebbie Jackson Collection
The Rebbie Jackson Collection è la prima raccolta di successi della cantante statunitense Rebbie Jackson, pubblicata in Europa nel 1996. Contiene anche il brano Eternal Love, già lato B del singolo A Fork in the Road.

## Tracce
1. This Love is Forever - 4:39
2. Friendship Song - 4:32
3. Eternal Love - 4:17
4. Open Up My Love - 4:10
5. Always Wanting Something - 4:24
6. Ready for Love - 3:00
7. Hey Boy - 4:30
8. A Fork in the Road - 3:43
9. Tonight I'm Yours (duetto con Isaac Hayes) - 4:04
10. Sweetest Dreams - 4:07
11. Centipede - 4:25